# Le Ménil-Guyon
Le Ménil-Guyon é uma comuna francesa na região administrativa da Normandia, no departamento Orne. Estende-se por uma área de 2,75 km². Em 2010 a comuna tinha 77 habitantes (densidade: 28 hab./km²).